# Granby (Vermont)
Granby és una població dels Estats Units a l'estat de Vermont. Segons el cens del 2000 tenia 86 habitants.

## Demografia
Segons el cens del 2000, Granby tenia 86 habitants, 33 habitatges, i 26 famílies. La densitat de població era de 0,9 habitants per km².
Dels 33 habitatges en un 33,3% hi vivien nens de menys de 18 anys, en un 72,7% hi vivien parelles casades, en un 3% dones solteres, i en un 18,2% no eren unitats familiars. En el 12,1% dels habitatges hi vivien persones soles el 6,1% de les quals corresponia a persones de 65 anys o més que vivien soles. El nombre mitjà de persones vivint en cada habitatge era de 2,61 i el nombre mitjà de persones que vivien en cada família era de 2,89.
Per edats la població es repartia de la següent manera: un 24,4% tenia menys de 18 anys, un 5,8% entre 18 i 24, un 29,1% entre 25 i 44, un 26,7% de 45 a 60 i un 14% 65 anys o més.
L'edat mediana era de 42 anys. Per cada 100 dones de 18 o més anys hi havia 97 homes.
La renda mediana per habitatge era de 39.375 $ i la renda mediana per família de 39.375 $. Els homes tenien una renda mediana de 31.250 $ mentre que les dones 18.750 $. La renda per capita de la població era de 30.343 $. Cap de les famílies estaven per davall del llindar de pobresa.